# Бетел (Вермонт)
Бетел (енгл. Bethel) насељено је место без административног статуса у америчкој савезној држави Вермонт.

## Демографија
По попису из 2010. године број становника је 569.
| Група             | 2000.    | 2010.       |
| Белци             | 0 (0,0%) | 544 (95,6%) |
| Афроамериканци    | 0 (0,0%) | 6 (1,1%)    |
| Азијати           | 0 (0,0%) | 4 (0,7%)    |
| Хиспаноамериканци | 0 (0,0%) | 4 (0,7%)    |
| Укупно            | 0        | 569         |